# Верджемоли
Верджемоли (на италиански: Vergemoli) е село в централна Италия, в община Фабрике ди Верджемоли, регион Тоскана, провинция Лука. Селото се намира в планинния район, наречен Гарфаняна, на северната част на провинцията. Населението е около 350 души (2007).
До 1 януари 2014 селото е независима община. Старата община се е обединила със селото Фабрике ди Валико да създадат новата община.